# São Sebastião da Bela Vista
São Sebastião da Bela Vista est une municipalité brésilienne de l'État du Minas Gerais et la microrégion de Santa Rita do Sapucaí.